# Perithemis intensa
Espèce
Perithemis intensa est une espèce de libellules de la famille des Libellulidae (sous-ordre des Anisoptères, ordre des Odonates). Comme tous les odonates, cette périthème est carnivore et se nourrit de divers insectes.

## Répartition
C'est une libellule de petite taille qui est présente dans les États américains de la Californie, du Nevada, de l'Arizona et de l'Utah. On la retrouve également au Mexique.

## Caractéristiques
L'adulte mesure entre 20 et 23 mm. Chez le mâle mature, les ailes sont de couleur ambrée avec une venation orange. Les triangles antérieurs et postérieurs sont divisés en deux par une nervure. Le ptérostigma est orange foncé. Le thorax est jaunâtre. L'abdomen est orange avec des motifs noirs et bruns. Chez la femelle mature, les ailes antérieures et postérieures sont tachetées et le motif peut être très variable d'un spécimen à l'autre. La venation et le pterostigma sont plus foncés que chez le mâle tandis que la coloration du thorax et de l'abdomen est semblable à celui-ci.

### Espèce similaire
- Perithemis domitia

## Habitat
Perithemis intensa fréquente généralement les étangs, les mares et les fossés. Elle semble préférer les milieux à substrat organiques.